# 圣保罗昂科尔尼永
圣保罗昂科尔尼永（法語：Saint-Paul-en-Cornillon，法語發音：[sɛ̃ pɔl ɑ̃ kɔʁnijɔ̃]）是法国卢瓦尔省的一个市镇，位于该省南部，卢瓦尔河右岸，属于圣艾蒂安区。

## 地名
在法语地名中，介词“en”常接地区名，但这里的“Cornillon”（科尔尼永）并非一个传统的区域，因此应采用音译“圣保罗昂科尔尼永”而非“科尔尼永地区圣保罗”。

## 地理
圣保罗昂科尔尼永（45°23'50"N, 4°14'26"E）面积3.72 平方千米，位于法国奥弗涅-罗讷-阿尔卑斯大区卢瓦尔省，该省份为法国中南部省份，北起顺时针与索恩-卢瓦尔省、罗讷省、伊泽尔省、阿尔代什省、上盧瓦爾省、多姆山省和阿列省接壤。
与圣保罗昂科尔尼永接壤的市镇（或旧市镇、城区）包括：于尼约、卢瓦尔河畔欧雷克、圣费雷奥勒多鲁尔、萨卢瓦尔、弗赖斯、圣莫里斯昂古尔瓜。
圣保罗昂科尔尼永的时区为UTC+01:00、UTC+02:00（夏令时）。

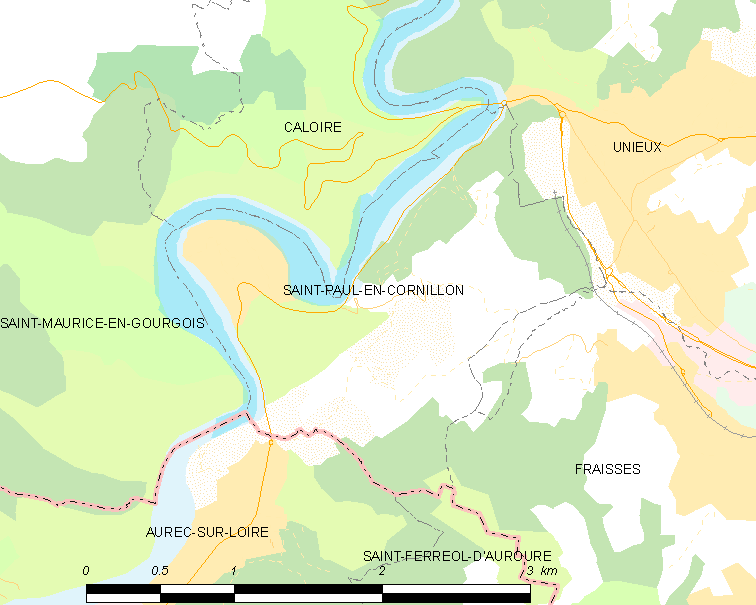
圣保罗昂科尔尼永的OSM定位图

## 行政
圣保罗昂科尔尼永的邮政编码为42240，INSEE市镇编码为42270。

## 政治
圣保罗昂科尔尼永所属的省级选区为菲尔米尼县。

## 交通
卢瓦尔省省道D108线经过境内。

## 人口

1962-2008年间圣保罗昂科尔尼永人口变化图示

圣保罗昂科尔尼永于2022年1月1日时的人口数量为1348人。